# La Rioja (Argentina)
La Rioja, oficialmente Ciudad de Todos los Santos de la Nueva Rioja, es la ciudad capital de la Provincia de La Rioja en Argentina. Se encuentra ubicada al centroeste de la provincia, en el departamento Capital, cabecera de La Rioja. Está servida por el aeropuerto Capitán Vicente Almandos Almonacid (Códigos IRJ/SANL), con vuelos a la Ciudad Autónoma de Buenos Aires y San Fernando del Valle de Catamarca.

## Historia

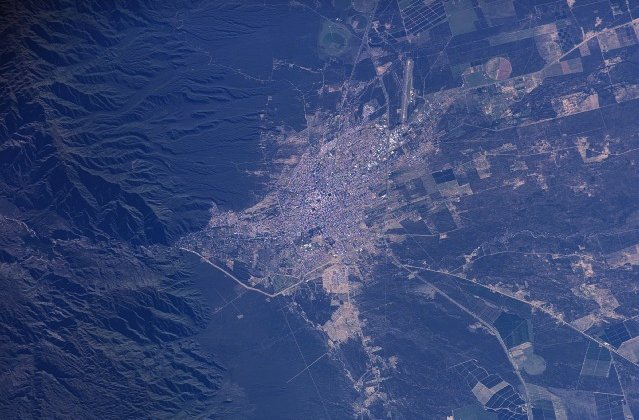
Vista satélital de la ciudad de La Rioja.

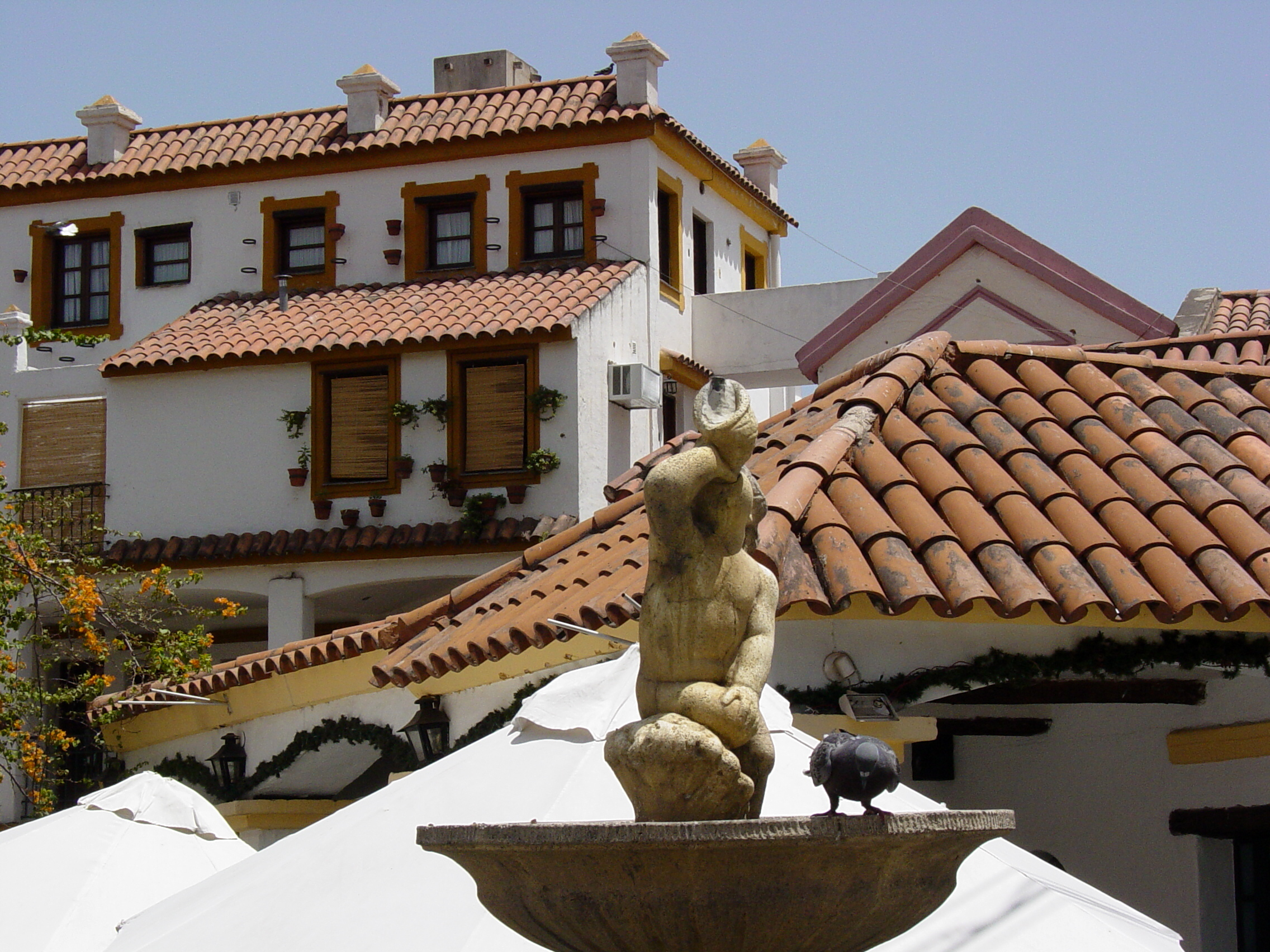
Arquitectura colonial de la ciudad.

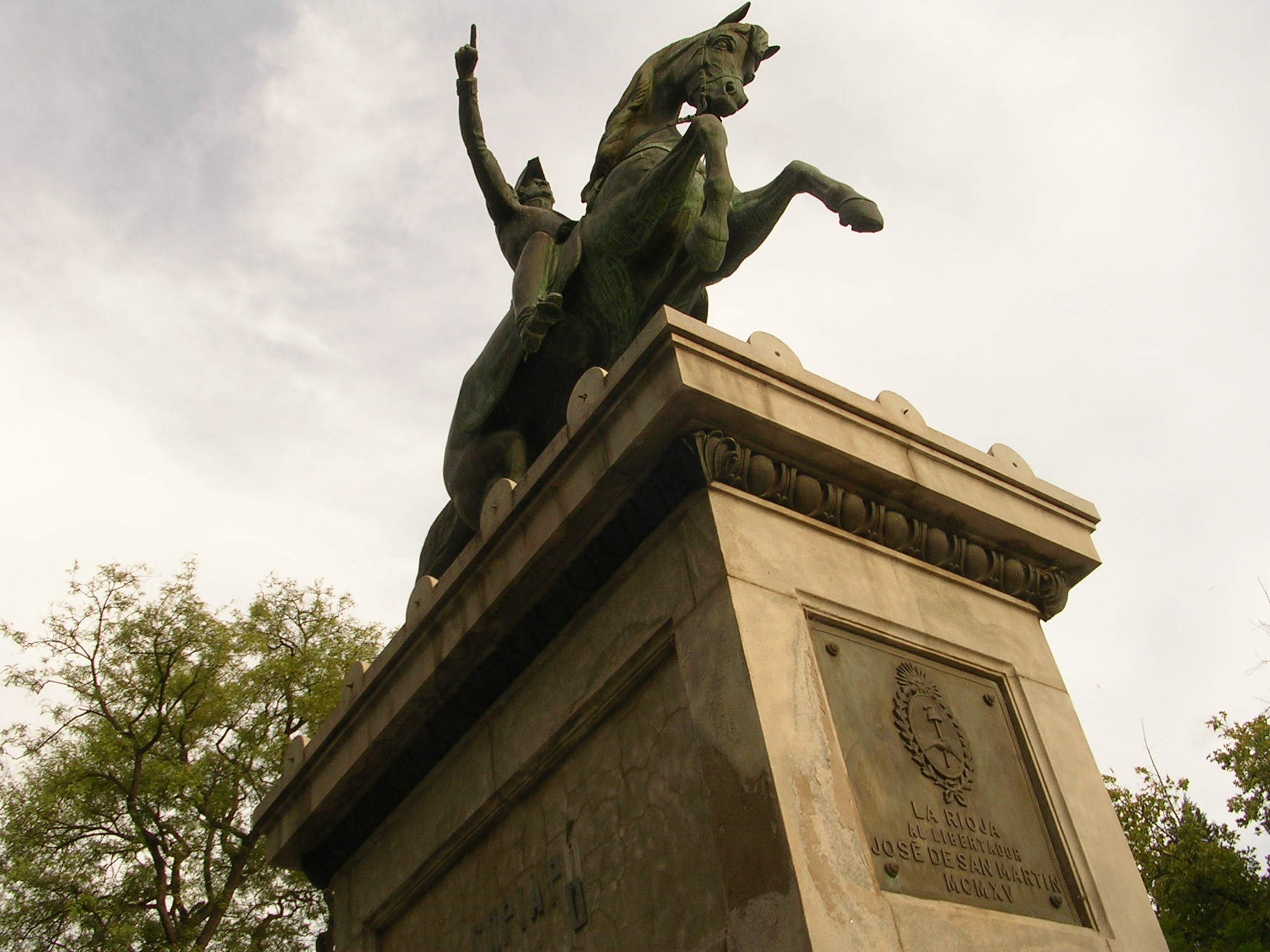
Monumento José de San Martín en ciudad de La Rioja (Argentina).

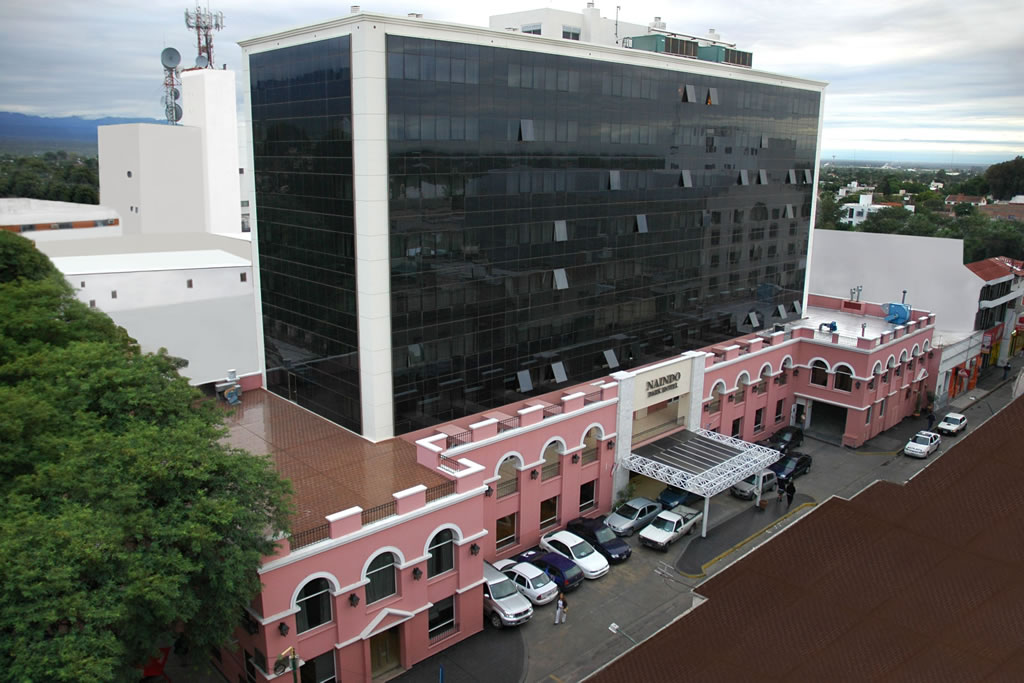
La ciudad cuenta con un hotel de máxima categoría, el Naíndo Park Hotel.

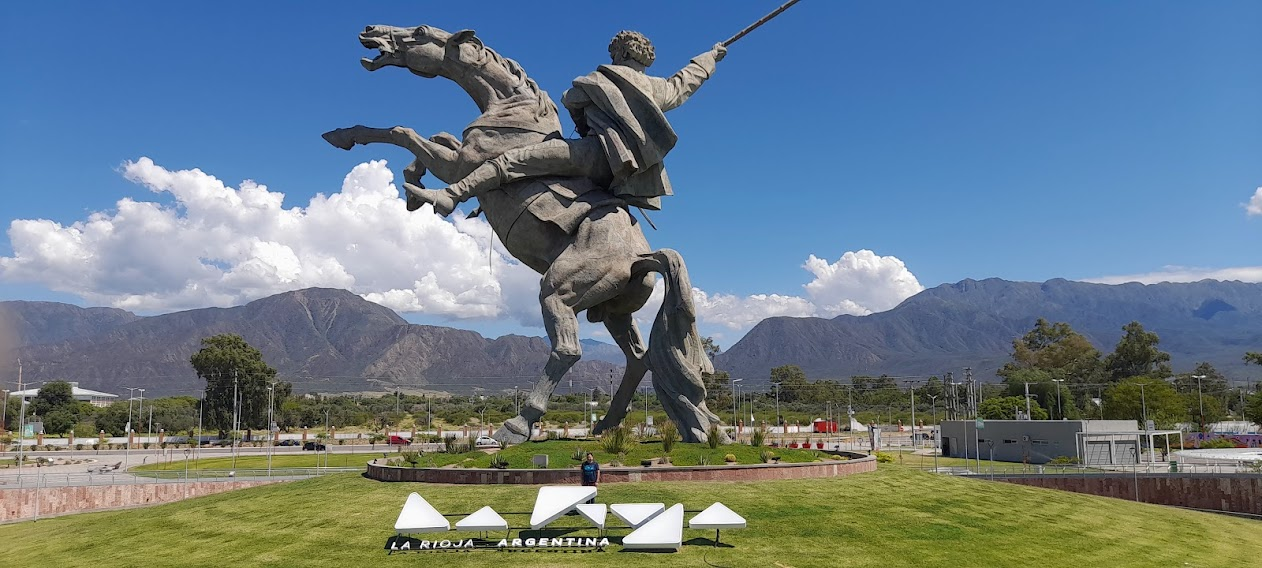
Parque de las Juventudes Pcia de La Rioja, monumento conmemorativo dedicado al federalismo y al caudillo insignia Gral. Juan Facundo Quiroga

### Fundación
Fundada en tiempos de la conquista española en el año 1591, por Juan Ramírez de Velasco, que era  procedente de la región española de La Rioja. La denominó Todos los Santos de la Nueva Rioja. En aquellos días, el fundador respetó y conservó determinados espacios para las diversas órdenes religiosas existentes: franciscanos, mercedarios, dominicos y jesuitas; mientras la gran población indígena era repartida en encomiendas.
Dos años más tarde, los diaguitas se rebelaron contra los dominadores y atacaron la ciudad venciendo a los españoles que, ante la imposibilidad de resistir, recurrieron a San Francisco Solano, quien finalmente restauró la paz desde el fuerte de Las Padercitas. Juan Ramírez de Velasco, gobernador español del Tucumán, fundó esta ciudad bajo el nombre de Ciudad de Todos los Santos de la Nueva Rioja, el 20 de mayo de 1591, estableció su cabildo y trazó su ejido repartiendo solares al contingente de soldados que lo acompañaron en la proeza fundacional.
A causa de la fundación de San Fernando del Valle de Catamarca el 5 de julio de 1683, la ciudad de La Rioja debió cederle su jurisdicción sobre los valles de Capayán y de Chumbicha, recibiendo parte de la despoblada Londres: los pueblos de Machigasta y Aimogasta y el valle Vicioso.
Después de la sublevación del ejército en Arequito, una parte de los sublevados al mando de Francisco Villafañe, el 24 de enero de 1820 depone al teniente gobernador González y elige, por aclamación, gobernador al general Francisco Ortiz de Ocampo, antiguo jefe de Arribeños en Buenos Aires y jefe de la primera expedición libertadora al Alto Perú.
Se sucede un período de anarquía hasta que Facundo Quiroga, comandante de Los Llanos (zonas bajas del sur riojano), consigue imponerse y estabilizar en el gobierno a Nicolás Dávila en septiembre de 1821. En 1899 sufrió graves destrozos a causa del terremoto de La Rioja de 1899.
A mediados de la década de 1950 el gobierno de Enrique Zuleta extendió el sistema sanitario, con la modernización de todos los hospitales y su preparación para la prevención de enfermedades; se crearon algunas escuelas nuevas y se extendió en gran medida la red de agua potable en la ciudad hacia los barrios periféricos, junto con la ampliación de avenidas.
En 1939, el gobernador Héctor M. De la Fuente logra el primer asfaltado en La Rioja Capital, la hoy denominada calle céntrica San Nicolás de Bari, la modernización de edificios judiciales y de la Casa de Gobierno, así como la introducción junto a Samuel Yankelevich de la primera radio oficial riojana, cuna de locutores y periodistas radiales riojanos.

## Topónimo

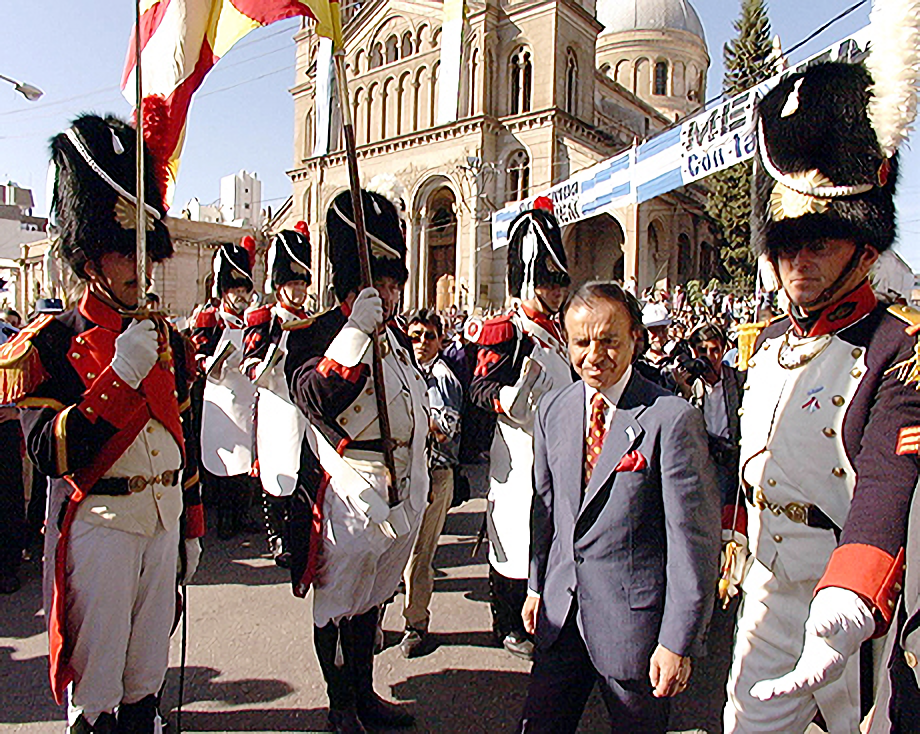
El presidente Carlos Saúl Menem encabezó los actos de conmemoración del 406º aniversario de la fundación de la ciudad de La Rioja, que incluyeron un Tedeum y un desfile cívico militar frente a la explanada de la Casa de Gobierno provincial. 20 de mayo de 1997.

La etimología del topónimo Rioja, que lleva por nombre la comunidad autónoma de La Rioja (España) y que heredaron la provincia de La Rioja y su capital en la Argentina, ha sido muy discutido. Las principales teorías son: La que le hace corresponder con el río Oja; la que señala como germen una tautología nominal en el término rivo Ohia que significaría «río de lecho fluvial», la que apunta al término "rivalia" que se traduciría como tierra de riachuelos; y las múltiples que indican que tendría sus orígenes en la lengua vasca por ejemplo como unión de los vocablos erria  y eguia, que se traduciría como tierra de pan. Este nombre aparece escrito por primera vez en un documento de la Edad Media datado en el año 1099, el Fuero de Miranda de Ebro.

## Geografía

### Población
Cuenta con 212,225 habitantes (Indec, 2022), lo que representa un incremento del 18,6% frente a los 178,872 habitantes (Indec, 2010) del censo anterior. Esta cifra incluye Villa de la Quebrada.
| Gráfica de evolución demográfica de Ciudad de La Rioja entre 1869 y 2022                            |
| |
| Fuente: censos nacionales del INDEC (1960-2022) y el IV Censo de la República Argentina (1869-1947) |

### Clima

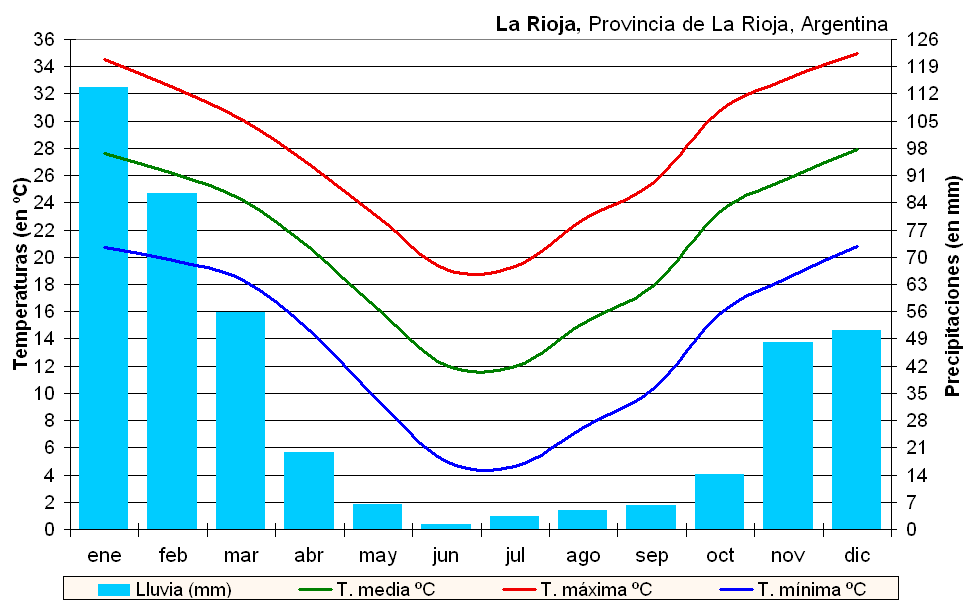
Climograma de La Rioja.

La Rioja presenta características propias de un clima continental. Los inviernos son suaves y secos, con temperaturas medias por encima de los 10 °C y escasas lluvias, así como una alta oscilación diaria. Los veranos son lluviosos y extremadamente cálidos con temperaturas máximas medias de 35 °C y máximas absolutas en torno a los 45 °C, una de las más altas de Argentina. Es además frecuente encontrar períodos de dos o tres días consecutivos con temperaturas en el rango de 37 a 40 grados Celsius, con un fuerte componente de humedad atmosférica. El clima de La Rioja, también puede ser clasificado, como siendo del tipo semiárido cálido (BSh) , de acuerdo con la clasificación climática de Köppen.
| Parámetros climáticos promedio de La Rioja Aero, Argentina (1991-2020) | Parámetros climáticos promedio de La Rioja Aero, Argentina (1991-2020) | Parámetros climáticos promedio de La Rioja Aero, Argentina (1991-2020) | Parámetros climáticos promedio de La Rioja Aero, Argentina (1991-2020) | Parámetros climáticos promedio de La Rioja Aero, Argentina (1991-2020) | Parámetros climáticos promedio de La Rioja Aero, Argentina (1991-2020) | Parámetros climáticos promedio de La Rioja Aero, Argentina (1991-2020) | Parámetros climáticos promedio de La Rioja Aero, Argentina (1991-2020) | Parámetros climáticos promedio de La Rioja Aero, Argentina (1991-2020) | Parámetros climáticos promedio de La Rioja Aero, Argentina (1991-2020) | Parámetros climáticos promedio de La Rioja Aero, Argentina (1991-2020) | Parámetros climáticos promedio de La Rioja Aero, Argentina (1991-2020) | Parámetros climáticos promedio de La Rioja Aero, Argentina (1991-2020) | Parámetros climáticos promedio de La Rioja Aero, Argentina (1991-2020) |
| Mes                                                                    | Ene.                                                                   | Feb.                                                                   | Mar.                                                                   | Abr.                                                                   | May.                                                                   | Jun.                                                                   | Jul.                                                                   | Ago.                                                                   | Sep.                                                                   | Oct.                                                                   | Nov.                                                                   | Dic.                                                                   | Anual                                                                  |
| ---------------------------------------------------------------------- | ---------------------------------------------------------------------- | ---------------------------------------------------------------------- | ---------------------------------------------------------------------- | ---------------------------------------------------------------------- | ---------------------------------------------------------------------- | ---------------------------------------------------------------------- | ---------------------------------------------------------------------- | ---------------------------------------------------------------------- | ---------------------------------------------------------------------- | ---------------------------------------------------------------------- | ---------------------------------------------------------------------- | ---------------------------------------------------------------------- | ---------------------------------------------------------------------- |
| Temp. máx. abs. (°C)                                                   | 45.0                                                                   | 43.8                                                                   | 42.0                                                                   | 38.6                                                                   | 37.3                                                                   | 30.5                                                                   | 35.0                                                                   | 41.4                                                                   | 42.6                                                                   | 45.2                                                                   | 44.7                                                                   | 46.0                                                                   | 46.0                                                                   |
| Temp. máx. media (°C)                                                  | 35.2                                                                   | 33.2                                                                   | 30.8                                                                   | 26.8                                                                   | 22.6                                                                   | 19.7                                                                   | 19.5                                                                   | 23.3                                                                   | 26.9                                                                   | 30.8                                                                   | 33.6                                                                   | 35.4                                                                   | 28.2                                                                   |
| Temp. media (°C)                                                       | 27.6                                                                   | 26.0                                                                   | 23.9                                                                   | 19.8                                                                   | 15.3                                                                   | 11.4                                                                   | 10.6                                                                   | 14.2                                                                   | 18.4                                                                   | 22.8                                                                   | 25.6                                                                   | 27.6                                                                   | 20.3                                                                   |
| Temp. mín. media (°C)                                                  | 21.5                                                                   | 20.1                                                                   | 18.6                                                                   | 14.6                                                                   | 9.9                                                                    | 5.6                                                                    | 4.2                                                                    | 6.9                                                                    | 11.3                                                                   | 15.9                                                                   | 18.9                                                                   | 20.8                                                                   | 14.0                                                                   |
| Temp. mín. abs. (°C)                                                   | 13.8                                                                   | 9.5                                                                    | 9.2                                                                    | 2.7                                                                    | -3.0                                                                   | -4.8                                                                   | -6.9                                                                   | -2.9                                                                   | -2.5                                                                   | 4.0                                                                    | 6.5                                                                    | 11.0                                                                   | -6.9                                                                   |
| Precipitación total (mm)                                               | 90.3                                                                   | 78.8                                                                   | 63.4                                                                   | 30.8                                                                   | 8.2                                                                    | 4.0                                                                    | 4.2                                                                    | 3.3                                                                    | 5.5                                                                    | 19.5                                                                   | 32.0                                                                   | 66.9                                                                   | 406.9                                                                  |
| Días de precipitaciones (≥ 0.1 mm)                                     | 8.3                                                                    | 7.6                                                                    | 6.2                                                                    | 4.1                                                                    | 2.5                                                                    | 1.0                                                                    | 0.8                                                                    | 0.6                                                                    | 1.7                                                                    | 2.6                                                                    | 4.3                                                                    | 6.4                                                                    | 46.1                                                                   |
| Horas de sol                                                           | 232.5                                                                  | 204.4                                                                  | 204.6                                                                  | 189                                                                    | 179.8                                                                  | 174                                                                    | 213.9                                                                  | 235.6                                                                  | 219                                                                    | 244.9                                                                  | 237                                                                    | 235.6                                                                  | 2555                                                                   |
| Humedad relativa (%)                                                   | 59.9                                                                   | 63.9                                                                   | 67.9                                                                   | 70.0                                                                   | 71.1                                                                   | 70.3                                                                   | 63.2                                                                   | 52.2                                                                   | 47.6                                                                   | 49.3                                                                   | 51.5                                                                   | 54.4                                                                   | 60.1                                                                   |
| Fuente: Servicio Meteorológico Nacional                                |                                                                        |                                                                        |                                                                        |                                                                        |                                                                        |                                                                        |                                                                        |                                                                        |                                                                        |                                                                        |                                                                        |                                                                        |                                                                        |

### Sismicidad
La sismicidad de la región de La Rioja es frecuente y de intensidad baja, y un silencio sísmico de terremotos medios a graves cada 30 años en áreas aleatorias. Sus últimas expresiones se produjeron:
- 12 de abril de 1899 (126 años), a las 16.10 UTC-3 con 6,4 Richter; como en toda localidad sísmica, aún con un silencio sísmico corto, se olvida la historia de otros movimientos sísmicos regionales (terremoto de La Rioja de 1899).
- 24 de octubre de 1957 (67 años), a las 22.07 UTC-3 con 6,0 Richter (terremoto de Villa Castelli de 1957): además de la gravedad física del fenómeno se unió el olvido de la población a estos eventos recurrentes
- 28 de mayo de 2002 (23 años), a las 0.03 UTC-3, con 6,0 escala Richter (terremoto de La Rioja de 2002)[3]

## Educación

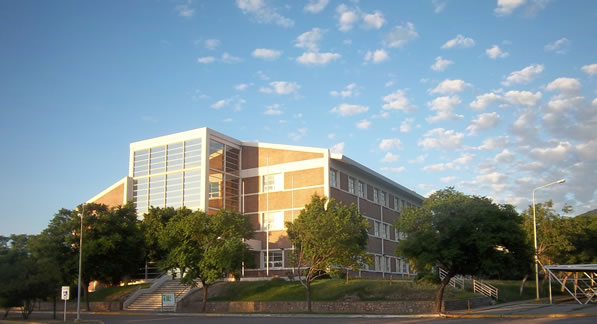
Sede central de la Universidad Nacional de La Rioja.

La ciudad es sede central de la Universidad Nacional de La Rioja.

## Deportes
- Fútbol: es un deporte que se juega en forma prácticamente amateur; existen varios clubes.
- Básquet: sus principales clubes son el Club Atlético Riojano, Club Independiente, Andino Sport Club, Club Amancay, Club Riachuelo y el Club Facundo
- Rugby: se practica de forma amateur, con dos clubes: Chelcos Rugby Club y Club Social
- Boxeo: sus principales clubes son Club Olimpo y Polideportivo Saúl Ménem entre otros.
- Atletismo: Sus principales deportistas Francisco Solano Gómez y José Luis Domínguez en Lanzamiento
- Tiro Olímpico: El Tiro Federal La Rioja, fue fundado el 28 de diciembre de 1901, siendo una de las instituciones deportiva más antigua del país. Es considerado un centro de Alto Rendimiento deportivo en la especialidad. Se Practican todas las disciplinas olímpicas, Rifle 50 metros tendido, Rifle tres posiciones, Rifle 10 metros, Pistola 50 metros, Pistola Deportiva, Pistola 10 metros. Actividades no olímpicas: FBI, Pistola Militar, Armas de pólvora negra, Pistola velocidad, etc. También Arquería Olímpica, Ajedrez y Tenis de Mesa.
- Gimnasia Artística y Rítmica: es un deporte que se practica de forma amateur y profesional; existen varios centros deportivos.
- Circo: La Escuela Municipal de Circo también brinda su granito de arena para el deporte y el arte riojano. Conformando al círculo de profesores por los mismos y profesionales artistas del Circo Azul con la dirección de Marcos Vega.

## Medios de comunicación

### Radios AM/FM
- La 4x4 Radio (FM 94.5 MHz)
- Brava (FM 97.7 MHz)
- Fénix (FM 95.1 MHz)
- Libertad (FM 95.5/95.9 MHz)
- Power (FM 90.3 MHz)
- Blue (FM 98.5 MHz)
- Perfecta Radio (FM 107.5 MHz)
- Radio Más (FM 93.5 MHz)
- Municipal (FM 93.1 MHz)
- Paloma (FM 97.1 MHz)
- La Red La Rioja (FM 88.3 MHz)
- Radio 24 (FM 100.5 MHz)
- Antena 103 (FM 103.5 MHz)
- Montecristo (FM 92.5 MHz)
- CNN Radio La Rioja (FM 92.7 MHz)
- Arena (FM 98.3 MHz)
- Del Plata La Rioja/Splendid La Rioja (FM 94.7 MHz)
- Radio Rioja (FM 96.9 MHz)
- Única (FM 103.3 MHz)
- Provincia (FM 107.3 MHz)
- Fantástica (FM 101.7 MHz)
- Pachanga (FM 99.9 MHz)
- Radio Nacional La Rioja (AM 620 kHz/FM 102.5 MHz)
- Club del Sur (FM 94.3 MHz)
- Horizonte (FM 91.1 MHz)
- Los 40 La Rioja (FM 91.7 MHz)
- La Torre (FM 101.9 MHz)
- América (FM 94.1 MHz)
- Cadena 3 La Rioja (FM 89.1 MHz)
- Impacto (FM 106.5 MHz)
- La Cuartetera (FM 101.5 MHz)
- La 100 La Rioja (FM 96.5 MHz)
- Red Aleluya La Rioja (FM 106.9 MHz)
- Cooperativa Radio Voces (FM 87.7 MHz)
- Latina (FM 97.5 MHz)
- Woman (FM 105.5 MHz)
- Radio El Independiente (FM 99.1 MHz)
- Radio Pueblo (FM 88.1/97.3 MHz)
- Amistad (FM 98.3 MHz)

### Televisión
- CANAL 11 FENIX TV
- Canal 2
- Canal 5
- Canal 9
- Canal 13
- Ciudad TV
- CNC
- Libertad TV
- Medios Rioja
- View TV

### Diarios
- El Independiente
- El Federal Online
- El Diario de La Rioja
- Nueva Rioja
- Rioja Online
- RiojaVirtual
- Minuto Rioja
- Fénix Noticias
- Tiempo Popular
- Data Rioja
- F5 La Rioja
- La Rioja es noticia

## Religión
- Iglesias católicas: catedral de La Rioja, iglesia San Francisco, Convento Santo Domingo, iglesia La Merced.
- Iglesias evangélicas: hay varias iglesias independientes cristianas evangélicas, con distintas formas de credo. Se incluyen una serie de ramas como pentecostales, adventistas y otros.
- Mormones: la Iglesia de Jesucristo de los Santos de los Últimos Días tiene varias congregaciones y capillas en la ciudad.
- La Universal : Jesucristo Es El Señor .
- Testigos de Jehová: con poca infraestructura y de reciente instalación.

## Parroquias de la Iglesia católica en La Rioja

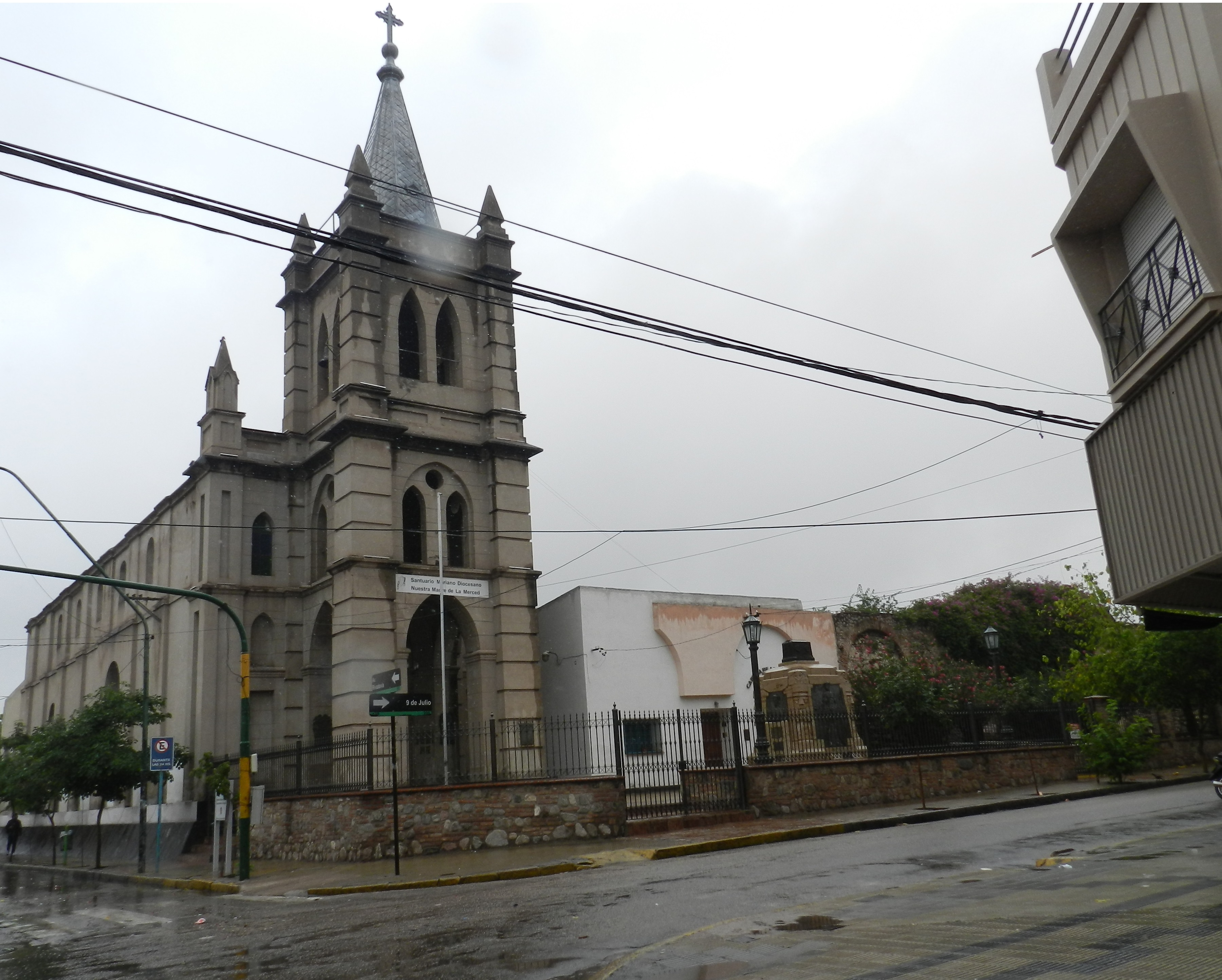
Iglesia en la ciudad de La Rioja.

| Diócesis            | La Rioja |
| ------------------- | --- |
| Parroquias          | Catedral San Nicolás de Bari, Anunciación del Señor, Encarnación del Señor, Espíritu Santo, Nuestra Señora de Fátima, Nuestra Señora de la Merced, San Francisco de Asís, Resurrección del Señor, Señor del Milagro, Virgen de la Medalla Milagrosa |
| Parroquias pequeñas | Virgen del Rosario de San Nicolás, Santa Rita |

## Despliegue de las Fuerzas Armadas
| Unidades de la Guar Ej La Rioja                                            | Abreviatura      |
| -------------------------------------------------------------------------- | ---------------- |
| Regimiento de Infantería de Montaña 15 «General Francisco Ortiz de Ocampo» | RIM 15           |
| Compañía de Ingenieros de Construcciones de Montaña 5                      | Ca Ing Const M 5 |

## Hermanamientos
- Santa Rosa de Calchines, Argentina (2017).[10]
- Logroño, España (1992). [11]
- Aguaviva (Teruel), España